# Inez Jones
Inez Jones – amerykańska wokalistka, śpiewająca również jazz. Pochodziła z Memphis, gdzie zaczynała karierę pianistki i piosenkarki. Z Memphis wyjechała do Kansas City, gdzie występowała w tamtejszych lokalach. W 1937 poznała swojego męża Paula Jonesa, który był saksofonistą zespołu występującego w tym samym klubie. Inez założyła i prowadziła własne trio, z którym przez pięć lat (1940–1945) grała i śpiewała w jednym klubie. Inez i Paul Jones opuścili Kansas City dla Kalifornii. Wyjechali do Los Angeles, gdzie również doceniono jej głęboki, o ciepłej barwie głos. Występowała w klubach razem z takimi muzykami jak Red Callender czy Irving Ashby. Następnym miastem, gdzie została na dłużej było San Francisco (i jego okolice). Przez trzy lata była gwiazdą Harry's Club w Oakland, a potem ponad pięć lat w Rainbow Inn w San Francisco.
W 1952 nagrała kilka utworów dla wytwórni Victor, która wydała je na płytach szybkoobrotowych (na płycie odtwarzanej 
z prędkością 78 obr./min. mieściły się dwa utwory). Akompaniowali jej: basista Red Callender, perkusista Chico Hamilton 
i pianista Howard Biggs.
W połowie 1957 Jones nagrała dla firmy Omegatape materiał, z którego powstał album Have You Met Miss Jones?, wydany 
przez Omegę na taśmach magnetofonowych (ST 7018), a nieco później przez Riverside jako Have You Met Inez Jones?. Podczas sesji towarzyszyli jej muzycy, którzy wcześniej grali z Natem Kingiem Cole'em: Oscar Moore i Carl Perkins.
Po zakończeniu kariery zawodowej państwo Jones mieszkali dalej w Oakland. W 1993 amerykańska telewizja wyemitowała program
dokumentalny przygotowany przez Davida Colliera, w którym przedstawiono kilka wieloletnich par małżeńskich. Jako jedną 
z takich par przedstawiono Inez i Paula Jonesów, którzy byli razem już 57 lat.
Po ich śmierci, na terenie posesji przy ulicy Linden w Oakland, gdzie Jonesowie mieszkali, urządzono park-ogród nazwany 
Paul and Inez Jones Neighborhood Garden.

## Dyskografia
płyty 78 obr./min., 10"
- 1952 "I Want a Man to Gimme Some Luck" / "Proud of You" (Victor 20-4989)
- 1952 "Take a Back Seat Mister Jackson" / "They Say" (Victor 20-5135)

LP i CD
- 1957 Have You Met Inez Jones? (Riverside RLP 12-819)
- 2012 Have You Met Inez Jones? (Fresh Sound Records FSRCD 728)